# Нимона (мультфильм)
«Нимона» (англ. Nimona) — компьютерно-анимационный научно-фантастический приключенческий фильм, основанный на одноимённом комиксе, созданном Эн Ди Стивенсоном. Фильм снят режиссёрами Ником Бруно и Троем Куэйном, по сценарию Марка Хаймса. В озвучивании фильма приняли участие Хлоя Грейс Морец, Риз Ахмед и Юджин Ли Ян.
Первоначально производство фильма велось студией Blue Sky Studios, бывшей дочерней компании 20th Century Studios, а режиссёром фильма изначально должен был стать Патрик Осборн с первоначально намеченной датой выпуска в 2020 году. Однако после того как компания The Walt Disney Company, которая стала владельцем 21st Century Fox и, соответственно, студии Blue Sky, выразила своё недовольство тематикой ЛГБТ в фильме, проект неоднократно откладывали, а затем отменили в связи с закрытием Blue Sky в апреле 2021 года.
11 апреля 2022 года было объявлено, что «Annapurna Pictures» возродила проект, а «DNEG Animation» взяла на себя производство, и переработала фильм для выпуска на «Netflix» в 2023 году.

## Синопсис
Рыцаря обвиняют в преступлении, которого он не совершал, и единственный человек, который может ему помочь и доказать свою невиновность — это Нимона, подросток-оборотень, который также может быть монстром, которого он поклялся убить. Действие происходит в техно-средневековом мире, непохожем ни на что, с чем раньше сталкивалась анимация. Это история о ярлыках, которые мы присваиваем людям, и об оборотне, который отказывается быть кем-либо определённым.

## Актёрский состав
- Хлоя Грейс Морец — Нимона, оборотень, которая настаивает на том, чтобы быть помощницей Баллистера Болдхарта[4].
- Риз Ахмед — Баллистер Болдхарт, бывший рыцарь «Учреждения», был выгнан, когда его обвинили в убийстве королевы Валерин во время акколады[4].
- Юджин Ли Ян[англ.] — Амброзиус Голденлойн, рыцарь-чемпион «Учреждения»[4].
- Фрэнсис Конрой — директор[5][6].
- Лоррейн Туссен — королева Валерин[5][6].
- Бек Беннетт — сэр Тоддеус Суреблейд[5][6].
- Индия Мур — Аламзапам Дэвис[5][6].

## Производство

### Разработка
В июне 2015 года компания «20th Century Fox Animation» приобрела права на полнометражную анимационную экранизацию веб-комикса «Нимона» созданным Эн Ди Стивенсоном. Патрик Осборн должен был стать режиссёром фильма по сценарию Марка Хаймса.
Фильм должен был быть разработан бывшей дочерней компанией «Fox», «Blue Sky Studios», вместе с «Vertigo Entertainment». В июне 2017 года компания «20th Century Fox» запланировала выпуск «Нимоны» на 14 февраля 2020 года.

### Приобретение Disney и задержки в производстве
В марте 2019 года Disney завершила сделку по приобретению Fox, затем в мае 2019 года выпуск фильма был отложен до 5 марта 2021 года. В ноябре 2019 года выпуск фильма снова был отложен до 14 января 2022 года. В течение 2020 года ходили слухи, что фильм выйдет в 2022 году, в июне 2020 года Стивенсон заявил, что фильм всё ещё снимается, и сказал то же самое в подкасте в августе 2020 года. В августе того же года Den of Geek сообщил, что анимационный фильм всё ещё должен быть выпущен в 2022 году, но не сообщил никаких подробностей, а Deadline Hollywood сообщил о том же самом в октябре.

### Отмена и последствия
9 февраля 2021 года Disney объявила о закрытии студии Blue Sky и отмене производства фильма.
После объявления Стивенсон сказал, что это был «печальный день», и что он желает всего наилучшего всем тем, кто работал в «Blue Sky Studios», в то время как Осборн сказал, что он «по-настоящему убит горем» из-за того, что студия закрывается. Комментатор веб-комиксов Гэри Тиррелл раскритиковал это решение, заявив: «Disney мог допустить совсем другую юную героиню…Я скорблю по тем, кто нашел бы видение себя в анимационной версии». Анонимные сотрудники «Blue Sky» взяли интервью у Business Insider которые оплакивали отмену фильма, называя его «душераздирающим», утверждая, что фильм «не похож ни на что другое в анимационном мире», и говоря, что они верят, что он никогда не будет «завершен и выпущен». Если бы он был выпущен, это был бы первый фильм «Blue Sky» с участием ЛГБТ персонажей, поскольку несколько сотрудников с сайта BuzzFeed News подтвердили, что в фильме есть «любовная сцена» между персонажами Баллистером Блэкхартом и Амброзиусом Голденлойном.
Источники, Comic Book Resources сообщили, что фильм «готов на 75 %». Один из сотрудников заявил, что до отмены фильм был «на пути» к завершению к октябрю 2021 года. Бывший аниматор студий «Blue Sky» Рик Фурнье заявил, что студия была «очень-очень близка» к завершению фильма, но что они «обнаружили, что это просто невозможно».
В марте 2021 года сообщалось, что Хлоя Грейс Морец и Риз Ахмед должны были озвучить Нимону и Баллистера Блэкхарта и что фильм передавался другим студиям для завершения. В июне 2021 года Мей Руд, писатель журнала Out, сказала, что она всё ещё «надеется, что этот фильм…каким-то образом вернется к жизни».
В марте 2022 года на фоне скандала, связанного с участием Disney в принятии во Флориде законопроекта «Не говори о геях» (англ. Don't Say Gay) и отсутствием его критики со стороны генерального директора Роберта Чапека, трое бывших сотрудников Blue Sky заявили, что фильм вызвал негативную реакцию руководства Disney из-за ЛГБТ-тематики и сцены поцелуя между персонажами одного пола.

### Возрождение проекта
11 апреля 2022 года было объявлено, что «Annapurna Pictures» приобрела права на «Нимону» ранее в этом году и выпустит её на «Netflix» в 2023 году. Актёрский состав также был сохранён с добавлением Юджина Ли Яна в роли Амброзиуса Голденлоина. Ник Бруно и Трой Куэйн были объявлены новыми режиссёрами фильма, ранее снявшие последний фильм от «Blue Sky» «Камуфляж и шпионаж» (2019). Куэйн начал работу над фильмом в марте 2020 года. По словам сотрудника «Blue Sky», Бруно и Куэйн активно участвовали в создании фильма в качестве режиссёров. Было объявлено, что «DNEG Animation» взяла на себя анимацию фильма одновременно с приобретением Netflix / Annapurna. Многое из того, что было сделано «Blue Sky», осталось неизменным, так что Netflix и Annapurna не начинали работу с нуля. Кроме того, Goldenloin был изменён на азиатский. Анимация для фильма была завершена 1 октября 2022 года.
В марте 2023 года Эйдан Сугано, художник-постановщик сериала, сказал Animation Magazine, что он «благодарен» за участие в проекте, и описал его как элементы «научной фантастики, средневекового фэнтези, рыцарей, лазеров, монстров, драконы, драматическое освещение, [и]… стиль». 25 апреля 2023 года Фрэнсис Конрой, Лоррейн Туссен, Бек Беннетт, Рупол Чарльз, Индия Мур, Хулио Торрес и Сара Шерман были объявлены участниками актёрского состава.

## Релиз
«Нимона» вышла на Netflix 30 июня 2023 года. Это был первый релиз от Annapurna Animation. Фильм получил рейтинг PG за «насилие и действия, немного лексики и грубого юмора». Премьера фильма, как и планировалось, состоялась 14 июня на фестивале в Анси. В мае 2023 года Netflix представил тизер мультфильма, в конце которого была объявлена дата цифрового релиза — 30 июня 2023 года.

## Награды
| Награда | Дата церемонии вручения | Категория                                  | Получатель(-и) | Результат | Прим.  |
| ------- | ----------------------- | ------------------------------------------ | -------------- | --------- | ------ |
| Оскар   | 10 марта 2024           | «Лучший анимационный полнометражный фильм» | «Нимона»       | Номинация | [ 50 ] |